# Elfrida (Arizona)
Elfrida es un lugar designado por el censo ubicado en el condado de Cochise en el estado estadounidense de Arizona. En el Censo de 2010 tenía una población de 459 habitantes y una densidad poblacional de 46,21 personas por km².

## Geografía
Elfrida se encuentra ubicado en las coordenadas 31°41′15″N 109°41′30″O / 31.68750, -109.69167. Según la Oficina del Censo de los Estados Unidos, Elfrida tiene una superficie total de 9.93 km², de la cual 9.93 km² corresponden a tierra firme y (0%) 0 km² es agua.

## Demografía
Según el censo de 2010, había 459 personas residiendo en Elfrida. La densidad de población era de 46,21 hab./km². De los 459 habitantes, Elfrida estaba compuesto por el 71.9% blancos, el 0.44% eran afroamericanos, el 1.96% eran amerindios, el 1.09% eran asiáticos, el 0% eran isleños del Pacífico, el 21.35% eran de otras razas y el 3.27% pertenecían a dos o más razas. Del total de la población el 54.25% eran hispanos o latinos de cualquier raza.